# Progressiu
El progressiu o progressive és un gènere musical basat en la repetició alternada de melodies electròniques, amb un esquema compositiu semblant a la fuga clàssica però amb una forta presència de la percussió i sovint de cant coral. Com a moviment independent va néixer als Estats Units als anys 80, influït pel trance alemany, i es va anar dividint en diversos subgèneres com progressive trance o progressive house, per exemple, segons el tipus de tonalitat emprada i el ritme de fons. Destaquen DJ com Dj Tiësto o el duet Cosmic Gate.